# Sitapur (Saptari)
Sitapur (nep. सितापुर) – gaun wikas samiti we wschodniej części Nepalu w strefie Sagarmatha w dystrykcie Saptari. Według nepalskiego spisu powszechnego z 2001 roku liczył on 736 gospodarstw domowych i 4177 mieszkańców (2050 kobiet i 2127 mężczyzn).